# 稲田直樹
稲田 直樹（いなだ なおき、1984年（昭和59年）12月28日 - ）は、日本のお笑い芸人。アインシュタインのボケ担当で、相方は河井ゆずる。
大阪府四條畷市出身。吉本興業東京本部所属。愛称は、稲ちゃん。

## 来歴
NSC大阪校第28期生。中学時代からの友人である中田勇人に誘われてNSCへ入り、「バンパイア」を結成。99プラスでのコーナー『超ブサイク芸人参戦! 本当にあったハンサムスーツコンテスト』に出演して、加藤歩（元ザブングル）・亀子のぶお・国場俊彦（南国姉妹）らを抑えて優勝した。バンパイア解散後は、ピン芸人「いなだなおき」として活動した。
2010年11月、河井ゆずるにコンビ結成を申し込み、「アインシュタイン」を結成（結成当初のコンビ名は「ゴリラーズ」だった）。R-1ぐらんぷり2012で決勝進出。2015年、2016年、2017年M-1グランプリ準決勝進出。
2016年4月から、レギュラー番組である『アキナ・和牛・アインシュタインのバツウケテイナー』（サンテレビ）の放送が開始された。2016年9月23日には、初の冠番組である『稲Pの芸人大成敗！』が読売テレビで放送された。

## 人物・エピソード
兄がいる。特技は飲み物の一気飲み、レジ打ち。下顎が異常に長いインパクトのある顔立ちから、今くるよ（今いくよ・くるよ）に「よしもとの宝」と言われている。非常に特徴的な外見だが、明るい性格であるためか、子供のころからいじめられたことはなかった。また滑舌も良く、早口言葉も得意である。
L'Arc〜en〜Cielのファンである。また、『ラヴィット!』ではSIAM SHADEの栄喜に扮してパフォーマンスを行ったこともある。
学生時代には卓球部に所属。元相方である中田とはダブルスペアを組んでいた（稲田が前衛、中田が後衛）。
SNSのダイレクトメッセージで「ご飯いくならホテルに行こう！」とファンをホテルに誘ったところ、劇場前で「稲田さんにホテルに誘われました！」と叫ばれたことがある。問題が大きくなることを恐れた稲田は通勤に使用している自転車を置き去りにしてタクシーで帰宅し、布団にくるまり震えて怯えていたという。
コンビでの漫才のネタは主に稲田が考えている。稲田はバンパイア時代にもネタの作成を担当していた。
「自分たちの年齢の関係で入れずに、世間に古いと思われてしまう」との理由で、お笑い第七世代に否定的である。このことを番組で公言した際には「せいや（霜降り明星）を今度しっかり怒る」「せいやだけは絶対に許さない」と語り、笑いを誘った。
2020年4月1日、BiSHのアユニ・DによるバンドプロジェクトであるPEDROに突如ボーカルとして加入し、『自律神経出張中』のMVに参加した。しかし翌日4月2日にメンバーとの不仲を理由に脱退。一連の流れはエイプリルフールの企画であったと明かした。
2021年4月15日に『プレバト!!』（毎日放送）に出演した際、俳句査定で自身が詠んだ「春粉がリュックの色に顔染めて」と言う俳句が5点という結果になった。その理由は自身の造語「春粉」が夏井いつきから「意味が解らない、この言葉で放棄したい、読み方が解らない、麻薬のようなものかと思った」と評価されたからである。
2024年7月には暴露系動画配信者のコレコレが、稲田がSNSのDMを使用して女性ファンに個人情報や顔写真、性的な写真などを要求した疑いがあると告発したが、後にSNSアカウントの乗っ取りだと弁明した。

## 受賞歴
- 2011年 MBSオールザッツ漫才Foot Cut 優勝
- 2012年 ABC第33回お笑いグランプリ 準決勝進出
- 2012年 R-1ぐらんぷり 決勝進出
- 2013年 THE MANZAI 2013 認定漫才師
- 2014年 MBSオールザッツ漫才Foot Cut 優勝
- 2015年 NHK新人お笑い大賞決勝進出
- 2015年 M-1グランプリ 準決勝進出
- 2016年 第1回上方漫才協会大賞 大賞
- 2016年 M-1グランプリ 準決勝進出
- 2017年 M-1グランプリ 準決勝進出
- 2018年 第48回NHK上方漫才コンテスト 優勝
- 2018年 第53回上方漫才大賞 奨励賞ノミネート
- 2019年 M-1グランプリ 準決勝進出
- 2020年 キングオブコント 準決勝進出
- 2021年 M-1グランプリ 準決勝進出

## 出演

### テレビ

#### 現在のレギュラー番組
- あさパラ!（読売テレビ、2018年4月28日 - ）月1程度
- 櫻井・有吉THE夜会（TBSテレビ、不定期出演）

#### ドラマ
- おカネの切れ目が恋のはじまり（2020年9月15日 - 10月6日、TBS） - 猪ノ口保 役

#### 過去の出演番組
コンビでの過去の出演番組は「アインシュタイン (お笑いコンビ)」を参照。
ここではピンで出演した番組のみ記載する。
- 99プラス（日本テレビ、2008年10月28日）
- 踊る!さんま御殿!!（日本テレビ、2009年1月27日）
- R-1ぐらんぷり2012（関西テレビ・フジテレビ、2012年3月20日）
- 水曜日のダウンタウン（TBSテレビ、2016年11月9日）
- マヨなか笑人（読売テレビ、2017年8月19日）
- 吉本超合金A（テレビ大阪）
- エージェントWEST（朝日放送テレビ、2018年2月4日 - 3月4日）
- 千原ジュニアの座王（関西テレビ、2018年4月16日・23日）
- 人志松本のすべらない話(フジテレビ、2019年1月12日)
- アキナ・和牛・アインシュタインのバツウケテイナー（サンテレビ、2016年4月5日 -2020年3月31日 ）

### ラジオ
- TENGA Presents Midnight World Cafe 〜TENGA茶屋〜（FM OSAKA、2013年4月13日 - 2020年3月28日 ）
- アインシュタインのヒラメキラジオ（KBS京都、2017年4月8日 - 2018年10月2日）

### ネット配信
- 千原ジュニアのキング・オブ・ディベート（AbemaTV、2018年2月11日）
- HITOSHI MATSUMOTO presents ドキュメンタル Documentary of Documental（2020年、Amazonプライム・ビデオ）- シーズン2出演

### 映画
- 怪奇タクシー（2022年8月5日公開、ギグリーボックス、監督：夏目大一朗） - 幽霊 役[11][12]

### CM
- 日清食品 日清ラ王（2024年3月18日 - ）[13]